# Causette
Pour les articles ayant des titres homophones, voir Cosette et Cozette.
Causette est un magazine féministe français mensuel, créé par les Éditions Gynéthic, une maison d'édition indépendante fondée en janvier 2009 par Gregory Lassus-Debat et Gilles Bonjour. Il a été repris par la société Causette Media, filiale du groupe Hildegarde, le 7 mars 2018. La parution papier du magazine s'arrête avec le no 148 daté d'octobre 2023 et Causette devient alors un média entièrement en ligne. Causette est placé en liquidation judiciaire le 6 juin 2024.

## Contenu rédactionnel
Sa devise est « plus féminine du cerveau que du capiton ». Sa ligne éditoriale privilégie l'enquête journalistique, le reportage, le portrait et l'interview aux classiques du genre, avec humour et sur un ton décalé. Selon The Times, qui en fait un « symbole de la renaissance féministe française », « Causette transgresse toutes les règles de la presse féminine française ». Le magazine compte parmi ses sources d'inspiration la revue XXI.
Le magazine se revendique féministe sans vouloir s'enfermer dans une image stéréotypée du terme,.

## Historique

### Création et premières années
Le journal sort son premier numéro le samedi 7 mars 2009 à la veille de la Journée internationale des droits des femmes. Selon son fondateur, les fonds de départ du journal viennent d'un crédit à la consommation et d'un apport financier de la famille de Gilles Bonjour. Selon son cofondateur et directeur de la publication Gregory Lassus-Debat (dont c'est la première expérience comme dirigeant d'une entreprise) le magazine a la volonté de considérer les femmes non comme des consommatrices mais comme « des êtres sociaux doués d’intelligence et de subjectivité, intéressés par le monde qui les entoure et envieux de passer un bon moment ». Ce premier numéro contient un portrait de Fadela Amara, un autre d'une prostituée âgée et un reportage sur la République démocratique du Congo. Ce premier numéro ne contient qu'une seule page de publicité.
Le magazine est d'abord un bimestriel puis devient un mensuel en 2011.

### 2012-2013: développement du magazine
En février 2012, Causette devient le premier magazine féminin à être reconnu « publication d'information politique et générale » par le ministère de la culture et à être membre de l'association Presse et Pluralisme.
Le 6 septembre 2012, Causette est élu « meilleur magazine de Presse » de l'année par le jury du Grand Prix des Médias de CBnews.
Le 19 décembre 2012, Causette gagne son premier procès après l'annulation de la citation à comparaître pour diffamation initiée par Rémi Pauvros, maire de Maubeuge. Le magazine avait écrit que des affaires de viols collectifs sur une collaboratrice du maire n'avaient pas été communiqués au parquet comme le maire en avait l'obligation.
Le 24 avril 2013, Causette reçoit le prix « Coup de Cœur » à l'unanimité du jury du meilleur magazine de l'année, prix organisé par le Syndicat des éditeurs de la presse magazine.

### 2013: polémiques et tensions sociales
En juin 2013, le magazine publie un article qui suscite les critiques sur une affaire d'atteinte sexuelle sur mineur de 15 ans : Causette est alors accusé de complaisance sexiste à l'égard de la pédophilie féminine. Le magazine présente ensuite des excuses.
En septembre 2013, la manière de diriger de Gregory Lassus-Debat est très critiquée et le personnel du journal rédige une lettre « signée par l’entièreté des salariés et des pigistes » pour dénoncer son « management par la peur. » L'ambiance est très mauvaise dans l'équipe du magazine : il y a plusieurs départs et l'inspection du travail a ouvert une enquête. Le journal ayant connu une bonne progression de ses ventes, il semble que la pression sur les salariés se soit accrue au fil du temps. La manière dont Gregory Lassus-Debat, 31 ans à l'époque, dirige le journal est très contestée, il est considéré comme très colérique, « méfiant », « gér[ant] tout à l'affect. » Alors qu'il n'a pas officiellement le poste de directeur de la rédaction, les journalistes se plaignent de son interventionnisme sur les articles qu'il commande, corrige et modifie. Gregory Lassus-Debat explique qu'il s'agit de problèmes de personnes et rappelle qu'ayant fondé Causette et « inventé sa ligne éditoriale » il s'estime capable de continuer à le diriger.
En novembre 2013, une nouvelle polémique éclate après un dossier anti-prostitution et notamment un article intitulé « 55 raisons de résister à la tentation ». Il s'agit d'un article listant d'une façon qui se veut humoristique les raisons de ne pas avoir recours à des prostituées. Des militantes féministes considèrent cet article insultant et méprisant à l'égard des prostituées. Le Syndicat du travail sexuel (STRASS) publie un communiqué sur son site où il accuse le magazine de « putophobie », de « sexisme », « [d']incitation au viol » et de « racisme. » Le magazine Les Inrockuptibles déplore fin octobre 2013 l'absence d'explications données par Causette lors de cette polémique. Une journaliste expliquera en 2014 que « personne n’assumait ces blagues » et que des membres de la rédaction ont essayé vainement d'en empêcher la parution mais que Gregory Lassus-Debat aurait tenu à ce que l'article paraisse. Grégory Lassus-Debat expliquera qu'il s'agissait « [d']ironie par antiphrases. »
Cette polémique n'améliore pas le climat à l'intérieur du journal. Une motion de défiance à l'égard de la rédactrice en chef et une grève sont votées en novembre 2013 et une médiation est menée par le Syndicat national des journalistes qui constate un certain manque de rigueur de la direction du journal.

### Depuis 2014
En mars 2014, pour ses 5 ans, Causette publie le livre La Guerre Invisible : Révélation sur les violences sexuelles dans l'armée française (co-édition Les Arènes - Causette). Causette a détaché de sa rédaction deux de ses journalistes, Julia Pascual et Leila Minano, sur cette enquête qui a duré près de 2 ans. Au lendemain de la publication du livre, le Ministère de la Défense (France) lance une enquête interne au sein de l'armée.
En avril 2015, le mensuel reçoit le prix du magazine de l'année dans la catégorie « Passion » de la part du jury du Syndicat des Éditeurs de Presse Magazine . Mais quelques jours après il est placé en redressement judiciaire. Le magazine souffre d'un déficit de 600 000 euros venant du manque à gagner des deux numéros non sortis lors de la grève de 2014, du financement des ruptures conventionnelles de contrat de travail qui ont suivi ce conflit et de graves erreurs comptables venue du cabinet extérieur responsable du magazine.
En mars 2015, selon le site d'actualité BuzzFeed, la société éditrice de Causette, Gynethic, est condamnée pour des faits de harcèlement moral sur l'une de ses employées, Anne-Laure Pineau, sentence confirmée en première instance le 23 juin 2016. À cette condamnation s'ajoutent des faits de « manquement à l’obligation de sécurité de résultat », ce qui qualifie le fait que l’employeur n’a pas pris les mesures nécessaires pour la santé de son salarié.
En janvier 2017, Iris Deroeux alors correspondante pour Mediapart à New-York est nommée rédactrice en chef d'un journal dont les ventes baissent fortement depuis juin 2016 . Les ventes remontent dans les mois suivant , mais en octobre 2017 souffrant de « sérieuses difficultés financières », notamment dues à une dette d'exploitation chronique s'élevant de 0,5 à 2 millions d'euros selon les sources , Causette lance un appel au dons auprès de ses lecteurs. Les ventes du magazine ont chuté de 20 % en une année, alors que 95 % de son chiffre d'affaires sont liés à la vente en kiosques et aux abonnements. Plus de 100 000 € sont récoltés, tandis que les ventes repartent à la hausse depuis mai 2017 .

### Dépôt de bilan, controverse sur la marque et reprise du titre, deuxième dépôt de bilan
Le journal dépose une première fois le bilan le 15 décembre 2017. Début 2018, le tribunal de commerce de Paris autorise le magazine à poursuivre son activité jusqu’à fin février, dans l'attente d'un dossier de reprise.
La reprise est rendue difficile par le fait que « la marque Causette n’appartient pas aux Éditions Gynéthic, la société qui publie le magazine et fait l’objet de la procédure judiciaire. Elle est détenue par son cofondateur et gérant, Grégory Lassus-Debat, qui ne souhaite pas s’en séparer ». L'équipe du journal souhaite alors porter plainte contre Grégory Lassus-Debat pour abus de biens sociaux et recel d'abus de biens sociaux, estimant qu'il s'était cédé en 2011 la marque à titre personnel, ce qui lui permettait de la louer ensuite à la société éditrice, pour un montant annuel qui atteignait par exemple 108 000 euros en 2016-2017.
À l'issue du jugement du tribunal de commerce de Paris, le magazine Causette est repris par le groupe Hildegarde, présidé par Réginald de Guillebon, le 7 mars 2018.
Le magazine supprime son édition papier en automne 2023, arguant d'une augmentation de ses coûts, et se consacre entièrement à sa publication en ligne. Cette initiative ne suffit toutefois pas à redresser les finances du magazine, qui dépose bilan le 22 mai 2024. Causette est à nouveau placé en liquidation judiciaire le 6 juin, les activités du magazine et le travail de ses journalistes s'interrompant immédiatement en attente d'un éventuel repreneur. Le site n'est plus mis à jour à partir du 6 juin.
En juillet 2024, Melody Madar, fondatrice du média féminin Les Éclaireuses, reprend le magazine Causette avec l’ambition de développer le média et trouver de nouvelles solutions de monétisation.
Le 24 janvier 2025, la Cour d'appel de Paris annule une décision antérieure du Tribunal de commerce concernant la cession du magazine Causette à Melody Madar. Cette annulation fait suite à un appel interjeté par de Guillebon, qui contestait la procédure d'attribution. Le motif principal de cette annulation repose sur le fait que Madar aurait modifié son offre à la dernière minute, via un e-mail envoyé aux mandataires la veille du délibéré, sans respecter le principe du contradictoire. La Cour d'appel juge que la cession incluait des éléments qui n'étaient présents ni dans le cahier des charges initial ni dans l'offre originale ; cette décision ouvre potentiellement la voie à de nouveaux acquéreurs intéressés par la reprise du magazine.

## Diffusion
D'après l'éditeur, le premier numéro de Causette est paru à 20 000 exemplaires le 7 mars 2009, à la veille de la Journée internationale des droits des femmes.
Dès 2010, l'OJD certifie les chiffres de diffusion du magazine. En 2013, la diffusion totale payée s'élève à 67 208 exemplaires/numéro.
En mars 2013, pour ses quatre ans, il est tiré à 147 000 exemplaires distribués dans plus de 17 000 points de vente dans toute la France métropolitaine, en Martinique, en Guadeloupe, à la Réunion, au Québec, en Suisse, en Belgique et en Polynésie. Il est également diffusé par Internet et en format numérique.
Le 21 mars 2013, Causette reçoit une « étoile de l'OJD » pour récompenser la meilleure progression de vente en pourcentage entre 2011 et 2012 (+44,1 %).
Le 9 avril 2014, Causette reçoit une « étoile de l'OJD » pour récompenser la meilleure progression de vente en volume entre 2012 et 2013 (+28,1 %). Néanmoins les ventes décroissent de 11 % en 2014, avant de remonter à environ 67 000 exemplaires mensuels au premier trimestre 2015.